# Uf der Höchi
Uf der Höchi ist eine hochmittelalterliche Wüstung bei Finsterhennen im Berner Seeland, in  der Schweiz. Der Platz wurde von 2002 bis 2005 nahezu vollständig archäologisch untersucht und konnte mittels Radiokarbon-Analyse in das 10. bis 13. Jahrhundert datiert werden. Uf der Höchi entstand im Zuge der hochmittelalterlichen Umstrukturierungen des ländlichen Bereiches. Finsterhennen ist historisch mit den Grafen von Neuenburg zu Nidau in Verbindung zu bringen.
Die Siedlung bestand aus vier Gehöften mit Grubenhäusern und zahlreichen weiteren Pfostengruben. 22 ungleich auf die vier Gehöfte verteilte Grubenhäuser stehen mehrheitlich in Zusammenhang mit der Textilherstellung auf Trittwebstühlen. Die jüngsten Daten legen am Ende des 12. oder Anfang des 13. Jahrhunderts eine Auflassung der Siedlung nahe.

## Funde
Einige Bein- und Eisengeräte, Bronzefunde, Steingeräte und fünf keramische Kochtöpfe repräsentieren das gesamte artifizielle Fundmaterial. Diese Fundarmut ist typisch für hochmittelalterliche Siedlungen des 12. Jahrhunderts im westlichen Mittelland. 
Die archäobotanische Diagnose erbrachte das Dreschreste, Spelzweizen und kleinsamige Getreideunkräuter gegenüber parallelen ländlichen Siedlungen stark untervertreten sind, während die archäozoologischen Untersuchungen der Tierknochen das mittelalterliche Landleben repräsentiert. Pferde und Rinder dienten primär als Zugtiere. Schweine wurde ausschließlich als Fleischlieferant gehalten. Die Schlacke zeugt von Schmiedetätigkeit in der Siedlung. 
Ältere Aktivitäten sind durch bronzezeitliche Keramik, einen spätbronze-hallstattzeitliehen Schichtrest, zwei latènezeitliche Daten und römische Leistenziegelfragmente belegt.